# Marienkirchstraße 3 (Mönchengladbach)

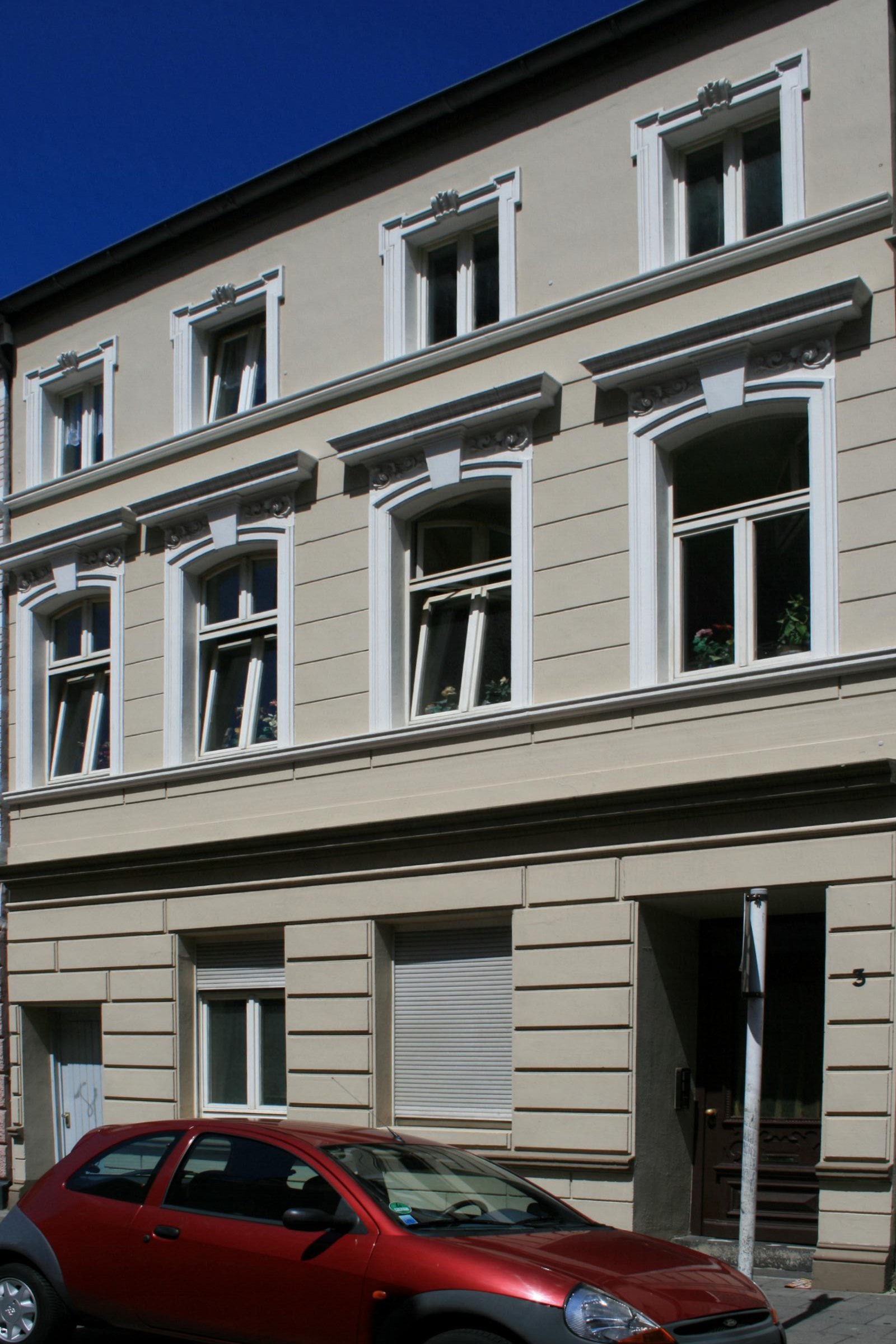
Wohnhaus (2010)

Das Wohnhaus Marienkirchstraße 3 steht im Stadtteil Eicken in Mönchengladbach (Nordrhein-Westfalen).
Das Gebäude wurde um die Jahrhundertwende  erbaut. Es wurde unter Nr. M 019 am 14. Oktober 1986 in die Denkmalliste der Stadt Mönchengladbach eingetragen.

## Architektur
Bei dem Objekt handelt es sich um ein zweieinhalbgeschossiges, vierachsiges Wohnhaus aus der Jahrhundertwende. Das Haus ist typisch für seine Zeit und ist aus stadtbildlichen Gründen erhaltenswert.